# Jilin (cidade)
Jilin ou Kirin (吉林市) é uma cidade da província do mesmo nome, na China. Localiza-se no nordeste do país, nas margens do rio Songhua. Tem cerca de 1546 mil habitantes. Foi fundada em 1673 com a designação de Yungki.